# 한국농선회
한국농선회는 성경 말씀을 기본이념으로 도시·농촌 이웃하기운동을 전개하여 살기좋은 농어촌 구현을 목적으로 1996년 3월 29일 설립된 대한민국 농림수산식품부 소관의 사단법인이다. 사무실은 서울특별시 서초구 서초중앙로69 르네상스빌딩 603호에 있다.

## 주요 사업
- 농어업관련 기관․단체를 중심으로 우리 농어촌회복과 잘살기운동
- 농어촌 지도자 선진 농업현장 교육
- 농어촌회복을 위한 연구지원 활동
- 친환경유기농산물 직거래를 통한 생협운동과 도농교류운동
- 농어촌선교신문 발간 및 보급
- 농어촌 회복을 위한 포럼 개최
- 농어민을 위한 조찬모임(매월) 및 농어촌이웃사랑운동(극빈층지원) 전개
- 농어촌봉사활동 및 농어촌을 위한 문화공연
- 농어업관련 단체 추수감사연합행사 주관